# Omphalotropis tumidula
Omphalotropis tumidula је пуж из реда Littorinimorpha и фамилије Assimineidae. 

## Угроженост
Подаци о распрострањености ове врсте су недовољни.

## Распрострањење
Пре изумирања, само Микронезија.